# فرنسيسكو أيالا
فرنسيسكو أيالا (بالإسبانية: Francisco Ayala Díaz)‏ هو مدرب كرة قدم ولاعب كرة قدم تشيلي، ولد في 30 يناير 1989 في Teno ‏ في تشيلي. لعب مع كوريكو يونيدو.

## وصلات خارجية
- فرنسيسكو أيالا على موقع قاعدة بيانات كرة القدم.إي يو (الإنجليزية)
- فرنسيسكو أيالا على موقع Soccerway.com (الإنجليزية)
- فرنسيسكو أيالا على موقع AS.com (الإسبانية)